# Maserati Simun
De Maserati Simun is een conceptauto van de Italiaanse autofabrikant Maserati die voor het eerst vertoond werd op het autosalon van Turijn in 1968. De Simun is vernoemd naar een sterke wind in Saoedi-Arabië.
De  Simun is een 2+2 GT die eind jaren '60 ontworpen werd door Ghia. De wagen was een van de twee prototypes die in 1968 voorgesteld werden om de Maserati Sebring op te volgen. Maserati koos echter voor het andere prototype van Carrozzeria Vignale: de Maserati Indy.  De Simun behoorde samen met de Ghibli Spyder tot de laatste projecten van Giorgetto Giugiaro onder de vlag van Ghia, hij vertrok kort daarna om Italdesign op te richten.
De motor van de Simun was de 4,2L V8-motor die ook al gebruikt werd in de Maserati Mexico en de Maserati Quattroporte I. Het motorblok leverde 260 pk en een koppel van 326 Nm, goed voor een topsnelheid van 260 km/u. Het motorvermogen werd via een manuele vijfbak afgeleverd op de achteras.
De styling van de Simun zal later nog terugkeren in de Maserati Bora en Maserati Merak, beide ook van de hand van Giugiaro.
Het enige exemplaar van de Simun bevindt zich in het Maserati Museum in Modena.